# Храмцова, Анна Михайловна
Анна Михайловна Храмцова (род. 12 марта 1985) — российская дзюдоистка, чемпионка России, победительница командного чемпионата Европы, мастер спорта России.

## Спортивные результаты
- Первенство России по дзюдо 2001 года среди кадетов, Москва —
- Первенство России по дзюдо 2002 года среди кадетов, Кстово —
- Первенство России по дзюдо 2002 года среди юниоров, Пермь —
- Первенство России по дзюдо 2005 года среди юниоров, Пермь —
- Первенство России по дзюдо 2005 года среди молодёжи, Пермь —
- Чемпионат Европы по дзюдо среди кадетов 2002 года, Дьёр —
- Чемпионат России по дзюдо 2005 года, Тверь —